# Porsche-Diesel Junior 108 K/KH

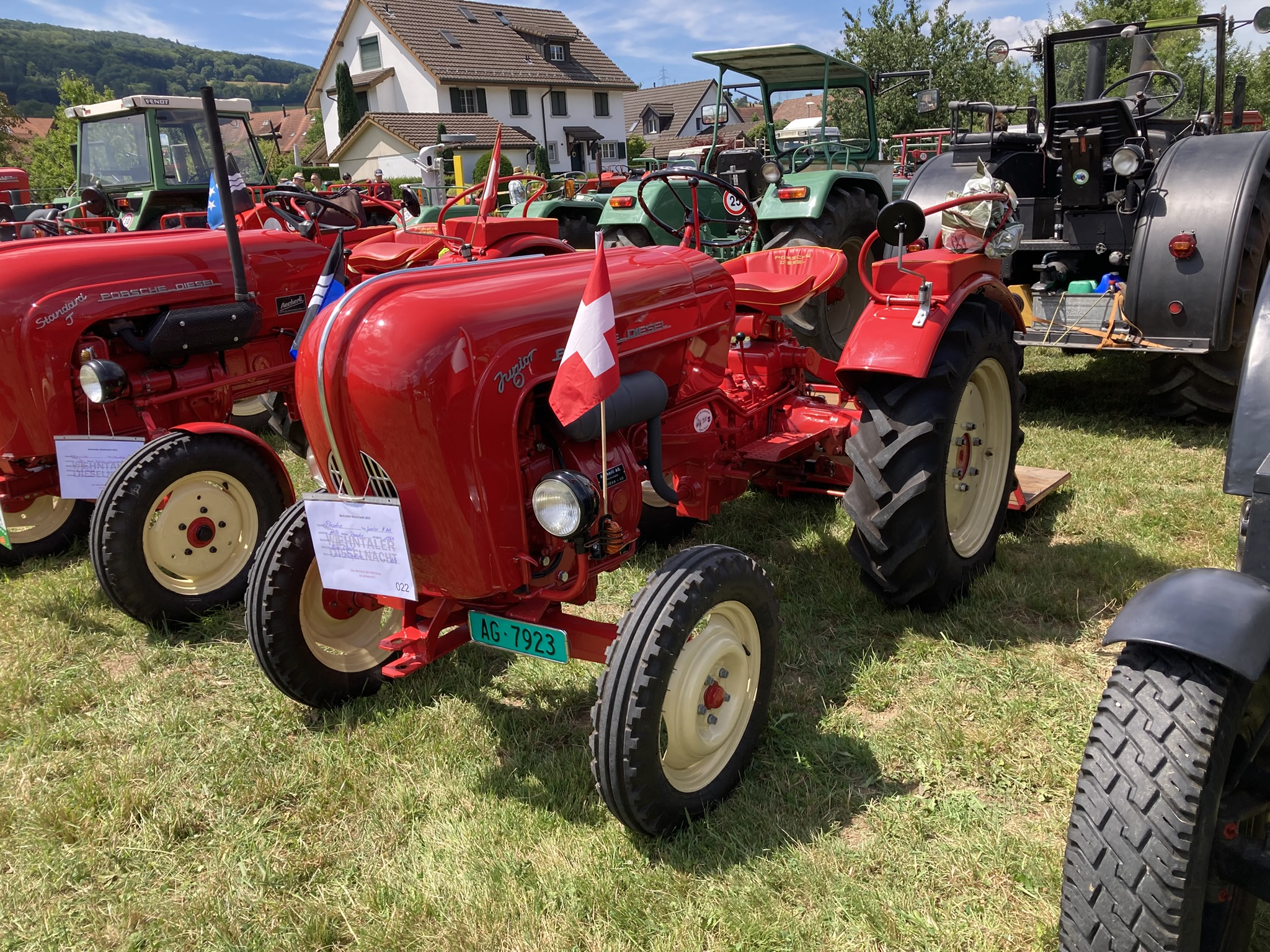
Porsche Junior 108 K

Le Porsche-Diesel Junior 108 K/KH est un tracteur fabriqué par Porsche-Diesel Motorenbau GmbH, qui était basé a Friedrichshafen sur le lac de Constance et a produit le Porsche-Diesel Junior 108 K/KH à 3 000 unités de 1957 à 1961.
Par rapport au modèle précédent, le Junior 108 K était une version courte avec un moteur Diesel amélioré. Grâce au procédé de combustion Porsche Optima, le Porsche-Diesel Junior 108 K/KH a réussi à obtenir une amélioration des performances de dix pour cent à la même vitesse. Comme les autres modèles Porsche-Diesel, le Porsche-Diesel Junior 108 K/KH a également reçu un dispositif hydrostop, qui permettait de démarrer, d’arrêter ou de diriger sans conducteur directement sur le tracteur et facilitait le travail. Le Porsche-Diesel Junior 108 K/KH disposait d’un total de 8 vitesses (6 vitesses avant et 2 vitesses arrière) et atteignait une vitesse de conduite maximale de 19,9 km/h. Les modèles de la gamme Junior 108 KH recevaient en plus un embrayage hydraulique mais ne différaient pas autrement du modèle standard.